# Sentimento antijaponês
O sentimento antijaponês (também chamado japanofobia, niponofobia e antijapanismo) envolve o ódio ou o medo de qualquer coisa que seja japonesa. Seu oposto é a japonofilia.

## Visão geral
Os sentimentos antijaponeses variam da animosidade em relação às ações do governo japonês e desdém pela cultura japonesa ao racismo contra o povo japonês. Sentimentos de desumanização foram alimentados pela propaganda antijaponesa dos governos aliados na Segunda Guerra Mundial; essa propaganda costumava ser de caráter racialmente depreciativo. O sentimento antijaponês pode ser mais forte na China, Coreia do Norte e Coreia do Sul, devido às atrocidades cometidas pelos militares japoneses nesses países.
No passado, o sentimento antijaponês continha insinuações de que o povo japonês era bárbaro. Após a Restauração Meiji de 1868, o Japão buscou adotar os costumes ocidentais na tentativa de se juntar ao Ocidente como uma potência imperial industrializada, mas a falta de aceitação dos japoneses no Ocidente complicou a integração e a assimilação. Uma visão comum era que os japoneses eram evolutivamente inferiores (Navarro 2000, "... a date which will live in infamy"). A cultura japonesa era vista com suspeita e até mesmo com desdém.
Embora as emoções tenham se acalmado um pouco desde a rendição do Japão na Segunda Guerra Mundial, o sentimento antijaponês volta a aparecer ocasionalmente quando surge a percepção generalizada de que o governo japonês não teria se desculpado o suficiente por suas atrocidades passadas ou procurou encobrir a história desses eventos. Hoje, embora o governo japonês tenha efetuado algumas medidas compensatórias, o sentimento antijaponês continua baseado em animosidades históricas e nacionalistas ligadas à agressão militar do Império Japonês e atrocidades. O atraso do Japão em limpar mais de 700.000 (de acordo com o governo japonês) peças de armas químicas que ameaçam a vida e contaminam o meio ambiente enterradas na China no final da Segunda Guerra Mundial é outra causa do sentimento antijaponês. 
Periodicamente, indivíduos no Japão estimulam críticas externas. O ex-primeiro-ministro Junichiro Koizumi foi fortemente criticado pela Coreia do Sul e pela China por anualmente prestar homenagens aos mortos de guerra no Santuário Yasukuni, que consagra todos aqueles que lutaram e morreram pelo Japão durante a Segunda Guerra Mundial, incluindo 1.068 criminosos de guerra condenados. Grupos nacionalistas de direita produziram livros de história encobrindo as atrocidades japonesas, e as recorrentes controvérsias sobre esses livros ocasionalmente atraem a atenção estrangeira hostil.
Algum sentimento antijaponês origina-se de práticas comerciais usadas por algumas empresas japonesas, como o dumping.

## Por região

### Brasil
A exemplo da Argentina e do Uruguai, a elite brasileira dos séculos XIX e XX desejava o branqueamento racial do país. O país encorajou a imigração europeia, mas a imigração não-branca sempre enfrentou uma reação considerável. As comunidades de imigrantes japoneses eram vistas como um obstáculo ao branqueamento do Brasil e eram vistas, entre outras preocupações, como particularmente tendenciosas à formação de guetos e com altos índices de endogamia. Oliveira Viana, jurista, historiador e sociólogo brasileiro, descreveu os imigrantes japoneses da seguinte maneira: "Eles (japoneses) são como o enxofre: insolúveis." A revista brasileira O Malho em sua edição de 5 de dezembro de 1908, publicou uma charge retratando imigrantes japoneses com a seguinte legenda: “O governo de São Paulo é teimoso. Após o insucesso da primeira imigração japonesa, contratou 3 000 amarelos. Teima pois em dotar o Brasil com uma raça diametralmente oposta à nossa.”  Em 22 de outubro de 1923, o deputado Fidélis Reis apresentou um projeto de lei sobre a entrada de imigrantes, cujo artigo quinto dizia: “É proibida a entrada de colonos da raça preta no Brasil e, quanto ao amarelo, será ela permitida, anualmente, em número correspondente a 5% dos indivíduos existentes no Brasil." 
Anos antes da Segunda Guerra Mundial, o governo do presidente Getúlio Vargas iniciou um processo de assimilação forçada da população imigrante no Brasil. Em 1933, uma emenda constitucional foi aprovada por ampla maioria e estabeleceu cotas de imigração sem mencionar raça ou nacionalidade e proibiu a concentração populacional de imigrantes. De acordo com o texto, o Brasil não poderia receber mais de 2% do total de inscritos de cada nacionalidade recebido nos últimos 50 anos. Apenas os portugueses foram excluídos dessa lei. As medidas não afetaram a imigração de europeus como italianos e espanhóis, que já haviam ingressado em grande número e cujo fluxo migratório era decrescente. No entanto, as cotas de imigração, que permaneceram em vigor até a década de 1980, restringiram a imigração japonesa, bem como a imigração coreana e chinesa.
Durante a Segunda Guerra Mundial, quando o Brasil se juntou aos Aliados e declarou guerra ao Japão em 1942, todas as comunicações com o Japão foram cortadas, a entrada de novos imigrantes japoneses foi proibida e muitas restrições afetaram os nipo-brasileiros. Os jornais japoneses e o ensino da língua japonesa nas escolas foram proibidos, o que deixou o português como única opção para os descendentes de japoneses. Como muitos imigrantes japoneses não entendiam o português, tornou-se extremamente difícil para eles obter qualquer informação extracomunitária. Em 1939, pesquisa da Estrada de Ferro Noroeste do Brasil em São Paulo mostrou que 87,7% dos nipo-brasileiros leem jornais em língua japonesa, uma taxa de alfabetização muito maior do que a população em geral da época. Nipo-brasileiros não podiam viajar sem salvo-conduto emitido pela polícia, escolas japonesas foram fechadas e receptores de rádio foram confiscados para evitar transmissões em ondas curtas do Japão. Os bens de empresas japonesas foram confiscados e várias empresas de origem japonesa tiveram intervenções do governo. Os nipo-brasileiros foram proibidos de dirigir veículos motorizados, e os motoristas empregados por japoneses deveriam ter permissão da polícia. Milhares de imigrantes japoneses foram presos ou deportados do Brasil sob suspeita de espionagem. No dia 10 de julho de 1943, cerca de 10.000 imigrantes japoneses, alemães e italianos que moravam em Santos tinham 24 horas para se mudar do litoral brasileiro. A polícia agiu sem aviso prévio. Cerca de 90% das pessoas deslocadas eram japonesas. Para residir em áreas costeiras, os japoneses deveriam ter um salvo-conduto. Em 1942, a comunidade japonesa que introduziu o cultivo da pimenta em Tomé-Açu, no Pará, foi praticamente transformada em um "campo de concentração". Nessa época, o embaixador do Brasil em Washington, D. C., Carlos Martins Pereira e Sousa, incentivou o governo brasileiro a transferir todos os nipo-brasileiros para "campos de internamento" sem a necessidade de amparo legal, assim como foi feito com os japoneses residentes no Estados Unidos. No entanto, nenhuma suspeita de atividades dos japoneses contra a "segurança nacional" foi jamais confirmada.
Mesmo após o fim da guerra, o sentimento antijaponês persistiu no Brasil. Após a guerra, foi fundada a Shindo Renmei, organização terrorista formada por imigrantes japoneses que assassinaram nipo-brasileiros que acreditavam na rendição japonesa. Os atos de violência cometidos por esta organização aumentaram o sentimento antijaponês no Brasil e causaram vários conflitos violentos entre brasileiros e nipo-brasileiros. Durante a Assembleia Nacional Constituinte de 1946, o deputado do Rio de Janeiro Miguel Couto Filho propôs uma emenda à Constituição que dizia “É proibida a entrada no país de imigrantes japoneses de qualquer idade e de qualquer procedência”. Na votação final, empate com 99 votos a favor e 99 contra. O senador Fernando de Melo Viana, que presidiu a sessão da Assembleia Constituinte, teve o voto de Minerva e rejeitou a emenda constitucional. Por apenas um voto, a imigração de japoneses para o Brasil não foi proibida pela Constituição brasileira de 1946.
Na segunda metade da década de 2010, um certo sentimento antijaponês cresceu no Brasil. O atual presidente brasileiro, Jair Bolsonaro, foi acusado de fazer declarações consideradas discriminatórias contra os japoneses, o que gerou repercussão na imprensa e na comunidade nipo-brasileira, que é considerada a maior do mundo fora do Japão, com cerca de 2 milhões de descendentes, a maioria (em torno de 1,2 milhão) no estado de São Paulo. Além disso, em 2020, possivelmente como resultado da pandemia COVID-19, alguns incidentes de xenofobia e abuso foram relatados a nipo-brasileiros em cidades como São Paulo e Rio de Janeiro.

### França
A emissora de serviço público do Japão, NHK, fornece uma lista de riscos de segurança no exterior para viagens e, no início de 2020, listou a discriminação antijaponesa como um risco de segurança em viagens para a França e alguns outros países europeus, possivelmente por causa de temores sobre a pandemia de COVID-19 e outros fatores. Os sinais de aumento do sentimento antijaponês na França incluem um aumento nos incidentes antijaponeses relatados por cidadãos japoneses, como ser ridicularizado nas ruas e ter o serviço de táxi recusado, e pelo menos um restaurante japonês foi vandalizado. Um grupo de estudantes japoneses em uma viagem de estudos em Paris chegou agredido por moradores locais. Outro grupo de cidadãos japoneses foi alvo de ataques com ácido, o que levou a embaixada japonesa, bem como o Ministério das Relações Exteriores, a emitir um alerta aos cidadãos japoneses na França, pedindo cautela.

### Alemanha
De acordo com o Ministério das Relações Exteriores do Japão, o sentimento e a discriminação antijaponeses aumentaram na Alemanha.
Fontes da mídia relataram um aumento no sentimento antijaponês na Alemanha, com alguns residentes japoneses dizendo que as suspeitas e o desprezo em relação a eles aumentaram visivelmente. Em linha com esses sentimentos, tem havido um número crescente de incidentes antijaponeses, como pelo menos um grande clube de futebol expulsando todos os fãs japoneses do estádio, moradores jogando ovos crus em casas onde vivem japoneses e um aumento geral no nível de assédio aos residentes japoneses.

## Santuário Yasukuni
O Santuário Yasukuni é um santuário xintoísta em Tóquio, Japão. É o local de descanso de milhares não apenas de soldados japoneses, mas também de soldados coreanos e taiwaneses mortos em várias guerras, principalmente na Segunda Guerra Mundial. O santuário inclui 13 criminosos de guerra, como Hideki Tojo e Kōki Hirota, que foram condenados e executados por seus papéis nas invasões japonesas da China, Coreia e outras partes do Leste Asiático após a rendição do Japão. Um total de 1.068 criminosos de guerra condenados estão consagrados no Santuário Yasukuni.

Nos últimos anos, o Santuário Yasukuni se tornou um ponto crítico nas relações do Japão e seus vizinhos. A consagração de criminosos de guerra irritou muito as pessoas de vários países invadidos pelo Japão imperial. Além disso, o santuário publicou um panfleto afirmando que "[a guerra] era necessária para proteger a independência do Japão e prosperar junto com nossos vizinhos asiáticos" e que os criminosos de guerra foram "cruel e injustamente julgados como criminosos de guerra por um falso tribunal das forças aliadas". Embora seja verdade que a justiça desses julgamentos seja contestada entre juristas e historiadores no Ocidente e no Japão, o ex-Primeiro-Ministro do Japão, Junichiro Koizumi, visitou o santuário cinco vezes; cada visita causou fortes críticas na China e na Coréia do Sul. Seu sucessor, Shinzo Abe, também foi um visitante regular do Santuário Yasukuni. Alguns políticos japoneses responderam dizendo que o santuário, assim como as visitas a ele, é protegido pelo direito constitucional de liberdade religiosa. Yasuo Fukuda, eleito primeiro-ministro em setembro de 2007, prometeu "não visitar" Yasukuni.